# Ekbatan (metropolitana di Teheran)
La stazione di Ekbatan è una stazione della Linea 5 e della linea 4 della metropolitana di Teheran.
Si trova a nord della Teheran-Karaj Freeway, nel quartiere di Ekbatan. È compresa tra le stazioni Varzeshgah-e Azadi e Tehran Sadeqie della linea 5 e rappresenta uno dei capolinea della linea 4 dal luglio del 2012.